# Luitpold van Beieren
Luitpold Karel Jozef Willem (Würzburg, 12 maart 1821 - München, 12 december 1912) was de derde zoon van koning Lodewijk I van Beieren en diens echtgenote Theresia van Saksen-Hildburghausen, en trad van 10 juni 1886 tot 12 december 1912 op als prins-regent van het koninkrijk Beieren.
Op 10 juni 1886 nam Luitpold op advies van een aantal ministers de regering over van zijn neef, de excentrieke, zelfs vermeend krankzinnige, koning Lodewijk II. Na diens plotselinge dood nam hij de honneurs waar voor de nieuwe troonopvolger, zijn andere neef, de eveneens excentrieke Otto I. Dit alles werd hem aanvankelijk door de Beierse bevolking zeer kwalijk genomen. Men begreep niet waarom de populaire koning Lodewijk II het veld had moeten ruimen en men vermoedde dat Luitpold zijn persoonlijke ambities nastreefde. Deze visie werd gedeeld door de Oostenrijkse keizerin Elisabeth, een nicht van Luitpold, en een achternicht van Lodewijk II. Zij weigerde ieder contact met Luitpold en kreeg over dit standpunt zelfs een conflict met haar moeder, hertogin Ludovika van Beieren en haar broer Karel Theodoor.
Luitpold was zeer constitutioneel en verzette zich niet tegen de constitutionele hervormingen die onder zijn bewind werden doorgevoerd. Het ingevoerde algemeen kiesrecht dat onder zijn bewind tot stand kwam en de kieswethervorming van 1906 - waardoor de sociaaldemocraten konden toetreden tot de regering - maakten hem zeer populair. München maakte onder zijn bewind een periode van bloei door.
Na Luitpolds dood in 1912 volgde zijn zoon Lodewijk hem op als prins-regent. In 1913 kroonde Lodewijk zichzelf als Lodewijk III tot koning. Otto behield zijn koningstitel tot zijn dood in 1916.
Luitpold verhief de Beierse schilder Franz Stuck in 1906 in de adelstand, waarna deze zich voortaan Ridder Franz von Stuck mocht noemen.

## Kinderen
Luitpold was gehuwd met Auguste Fernande van Oostenrijk. Zij kregen de volgende kinderen:
- Lodewijk III (1845-1921)
- Leopold (1846-1930)
- Theresia (1850-1925)
- Arnulf (1852-1907)

## Voorouders
| Voorouders van Luitpold van Beieren (1821-1912) | Voorouders van Luitpold van Beieren (1821-1912)                                                    | Voorouders van Luitpold van Beieren (1821-1912)                                                    | Voorouders van Luitpold van Beieren (1821-1912)                                                                       | Voorouders van Luitpold van Beieren (1821-1912)                                                                       | Voorouders van Luitpold van Beieren (1821-1912)                                                                      | Voorouders van Luitpold van Beieren (1821-1912)                                                                      | Voorouders van Luitpold van Beieren (1821-1912)                                                            | Voorouders van Luitpold van Beieren (1821-1912)                                                            |
| ----------------------------------------------- | -------------------------------------------------------------------------------------------------- | -------------------------------------------------------------------------------------------------- | --- | --- | --- | --- | --- | --- |
| Overgrootouders                                 | Frederik Michael van Palts-Birkenfeld (1724-1767) ∞ Maria Francisca van Palts-Sulzbach (1724-1794) | Frederik Michael van Palts-Birkenfeld (1724-1767) ∞ Maria Francisca van Palts-Sulzbach (1724-1794) | George Wilhelm van Hessen-Darmstadt (1722-1782) ∞ Maria Luise Albertine van Leiningen-Dagsburg-Falkenburg (1729-1818) | George Wilhelm van Hessen-Darmstadt (1722-1782) ∞ Maria Luise Albertine van Leiningen-Dagsburg-Falkenburg (1729-1818) | Ernst Frederik III van Saksen-Hildburghausen (1727-1780) ∞ Ernestina Augusta van Saksen-Weimar-Eisenach ((1740-1786) | Ernst Frederik III van Saksen-Hildburghausen (1727-1780) ∞ Ernestina Augusta van Saksen-Weimar-Eisenach ((1740-1786) | Karel II van Mecklenburg-Strelitz (1741-1816) ∞ Frederika Caroline Louise van Hessen-Darmstadt (1752-1782) | Karel II van Mecklenburg-Strelitz (1741-1816) ∞ Frederika Caroline Louise van Hessen-Darmstadt (1752-1782) |
| Grootouders                                     | Maximiliaan I Jozef van Beieren (1756-1825) ∞ Augusta Wilhelmina van Hessen-Darmstadt (1765-1796)  | Maximiliaan I Jozef van Beieren (1756-1825) ∞ Augusta Wilhelmina van Hessen-Darmstadt (1765-1796)  | Maximiliaan I Jozef van Beieren (1756-1825) ∞ Augusta Wilhelmina van Hessen-Darmstadt (1765-1796)                     | Maximiliaan I Jozef van Beieren (1756-1825) ∞ Augusta Wilhelmina van Hessen-Darmstadt (1765-1796)                     | Frederik van Saksen-Altenburg (1763-1834) ∞ Charlotte Georgine Louise van Mecklenburg-Strelitz (1769-1818)           | Frederik van Saksen-Altenburg (1763-1834) ∞ Charlotte Georgine Louise van Mecklenburg-Strelitz (1769-1818)           | Frederik van Saksen-Altenburg (1763-1834) ∞ Charlotte Georgine Louise van Mecklenburg-Strelitz (1769-1818) | Frederik van Saksen-Altenburg (1763-1834) ∞ Charlotte Georgine Louise van Mecklenburg-Strelitz (1769-1818) |
| Ouders                                          | Lodewijk I van Beieren (1786-1868) ∞ Theresia van Saksen-Hildburghausen (1792-1854)                | Lodewijk I van Beieren (1786-1868) ∞ Theresia van Saksen-Hildburghausen (1792-1854)                | Lodewijk I van Beieren (1786-1868) ∞ Theresia van Saksen-Hildburghausen (1792-1854)                                   | Lodewijk I van Beieren (1786-1868) ∞ Theresia van Saksen-Hildburghausen (1792-1854)                                   | Lodewijk I van Beieren (1786-1868) ∞ Theresia van Saksen-Hildburghausen (1792-1854)                                  | Lodewijk I van Beieren (1786-1868) ∞ Theresia van Saksen-Hildburghausen (1792-1854)                                  | Lodewijk I van Beieren (1786-1868) ∞ Theresia van Saksen-Hildburghausen (1792-1854)                        | Lodewijk I van Beieren (1786-1868) ∞ Theresia van Saksen-Hildburghausen (1792-1854)                        |

## Noot
1. ↑  Brigitte Hamann, Elisabeth. Kaiserin wider Willen. München, 1981, 1997. blz 402. e.v.

- Bibliothèque nationale de France: cb14976344m (data)
- Gemeinsame Normdatei: 118729683
- International Standard Name Identifier: 0000 0000 6675 296X
- Library of Congress Control Number: no92025848
- Nationale Bibliotheek van Israël: 987007308135705171
- Nationale Bibliotheek van Polen: a0000003648702
- Nederlandse Thesaurus van Auteursnamen: 109782313
- Système universitaire de documentation: 138908796
- Virtual International Authority File: 15564534
- WorldCat: E39PBJccfpF7DJqM4MDr8Qw9jC